# 杨高南路
杨高南路是中国上海市浦东新区的一条南北走向干道，南起秀沿路接林海公路，北至世纪大道接杨高中路。

## 历史
杨高南路为始建于1956年，于1957年3月建成通车的杨高路的南面部分，杨高路南起上南路杨思乡，北至高行，故名。1992年，杨高路作为上海市政府开发浦东十项基础骨干工程之一，进行大规模扩建，工程于1月开工，同年12月5日建成通车，建成后，路幅拓宽为50米，双向共八车道，1994年，经市政府批准，杨高路各段南向北分别更名为杨高南路、杨高中路和杨高北路，上南路至艾镇一段由杨高支路同时更名为成山路。后杨高南路又向南延伸至浦东三林城地区，止于原南汇区的上南路。

## 交会道路及立交（北向南）
- 世纪大道/杨高路地道
- 峨山路（西）、花木路（东）/杨高路地道
- 蓝村路/杨高路地道
- 浦建路/杨高南路跨浦建路桥
- 龙阳路/内环高架路立交
- 严杨路
- 东三里桥路
- 严丰路
- 严桥路
- 高科西路/杨高南路跨高科西路桥
- 齐河路
- 华绣路
- 浦三路（西）、北艾路（东）
- 成山路
- 同福路
- 恒大路
- 板泉路
- 胡巷南路
- 高青路
- 联明路
- 华夏西路/中环路立交
- 三林路（西）、御桥路（东）
- 永泰路
- S20外环高速立交
- 秀沿西路（西）、秀沿路（东）

## 轨道交通
- 高科西路口：7杨高南路站